# Pëtr Rikunov
Pëtr Anatol'evič Rikunov (in russo Пётр Анатольевич Рикунов?; Kovrov, 24 febbraio 1997) è un ciclista su strada russo che corre per il Chengdu DYC Cycling Team; è stato in precedenza professionista dal 2019 al 2022 con la Gazprom-RusVelo.

## Palmarès

### Strada
- 2014 (Juniores)

Campionati russi, Prova in linea Juniores
- 2017 (Gazprom-RusVelo U23, due vittorie)

Campionati russi, Prova a cronometro Under-23
Campionati russi, Prova in linea Under-23
- 2018 (Caja Rural-Seguros U23, una vittoria)

Campionati russi, Prova a cronometro Under-23
- 2024 (Chengdu Cycling Team, quattro vittorie)

2ª tappa Trans-Himalaya Cycling Race (Lhasa > Lhasa)
2ª tappa Tour of Poyang Lake (Monte Sanqing > Monte Sanqing)
5ª tappa Tour of Poyang Lake (Wanli > Wanli)
Classifica generale Tour of Poyang Lake
- 2025 (Chengdu DYC Cycling Team, una vittoria)

7ª tappa Tour of Qinghai Lake (Gonghe > Haiyan)

#### Altri successi
- 2023 (Yunnan Lvshan Landscape)

1ª tappa HTV Cup (Hoan Kiem Lake > Hoan Kiem Lake)
5ª tappa HTV Cup (Dong Hoi > Hue)
7ª tappa HTV Cup (Hue > Da Nang)
8ª tappa HTV Cup (Da Nang > Hoi An)
11ª tappa HTV Cup (Quy Nhon > Pleiku)
15ª tappa HTV Cup (Phan Rang > Da Lat)
16ª tappa HTV Cup (Xuan Huong Lake > Xuan Huong Lake)
2ª tappa Five Rings of Moscow (Mosca > Mosca)
Classifica generale Five Rings of Moscow
2ª tappa Tour of Tea Horse
5ª tappa Tour of Tea Horse
1ª tappa Tour of Yellow River
- 2024 (Chengdu Cycling Team)

1ª tappa HTV Cup (Dien Bien > Dien Bien)
2ª tappa HTV Cup (Son La > Son La)
3ª tappa HTV Cup (Hòa Bình > Hòa Bình)
6ª tappa HTV Cup (Ha Noi > Sam Son)
7ª tappa HTV Cup (Sam Son > Sam Son, cronosquadre)
9ª tappa HTV Cup (Vinh > Don Hoi)
12ª tappa HTV Cup (Hue > Da Nang)
15ª tappa HTV Cup (Quy Nhon > Tuy Hòa)
19ª tappa HTV Cup (Da Lat > Bao Loc)
21ª tappa HTV Cup (Thu Dau Mot > My Tho)
23ª tappa HTV Cup (Can Tho > Long Xuyen)
Classifica generale HTV Cup
Izhevsk (cronometro)
Campionati russi, Prova a cronometro Elite
Campionati russi, Prova in linea Elite
Chengdu Tianfu Greenway International Cycling Race Of China (Cronosquadre)
China Road Pro Cycling League - Tianjin Stage
1ª tappa Tour of Poyang Lake (Leping, cronosquadre)
Ocean Cup - Pingtan China International Cycling Open Race
3ª tappa Tour of Taiyuan (Taiyuan > Taiyuan)
Classifica generale Tour of Zhaotong
Chengdu - Guangliang Cup
China Road Pro Cycling League - Dali Stage
China Road Pro Cycling League - Chuxiong Stage

## Piazzamenti

### Classiche monumento
- Liegi-Bastogne-Liegi

2021: ritirato
- Giro di Lombardia

2019: ritirato

### Competizioni mondiali
- Campionati del mondo

Ponferrada 2014 - Cronometro Junior: 43º
Ponferrada 2014 - In linea Junior: 87º
Bergen 2017 - In linea Under-23: 65º
Innsbruck 2018 - Cronometro Under-23: 51º
Yorkshire 2019 - Cronometro Under-23: 47º
Yorkshire 2019 - In linea Under-23: 86º
Imola 2020 - Cronometro Elite: 35º
Imola 2020 - In linea Elite: ritirato
Fiandre 2021 - Cronometro Elite: 38º
Fiandre 2021 - In linea Elite: ritirato

### Competizioni europee
- Campionati europei

Nyon 2014 - Cronometro Junior: 6º
Nyon 2014 - In linea Junior: ritirato
Herning 2017 - Cronometro Under-23: 36º
Herning 2017 - In linea Under-23: 4º
Zlín 2018 - Cronometro Under-23: 29º
Zlín 2018 - In linea Under-23: 22º
Alkmaar 2019 - Cronometro Under-23: 26º
Alkmaar 2019 - In linea Under-23: ritirato
Plouay 2020 - Cronometro Elite: 18º
Plouay 2020 - In linea Elite: 91º
Trento 2021 - Staffetta mista: 6º